# Marcantonio Brandolini

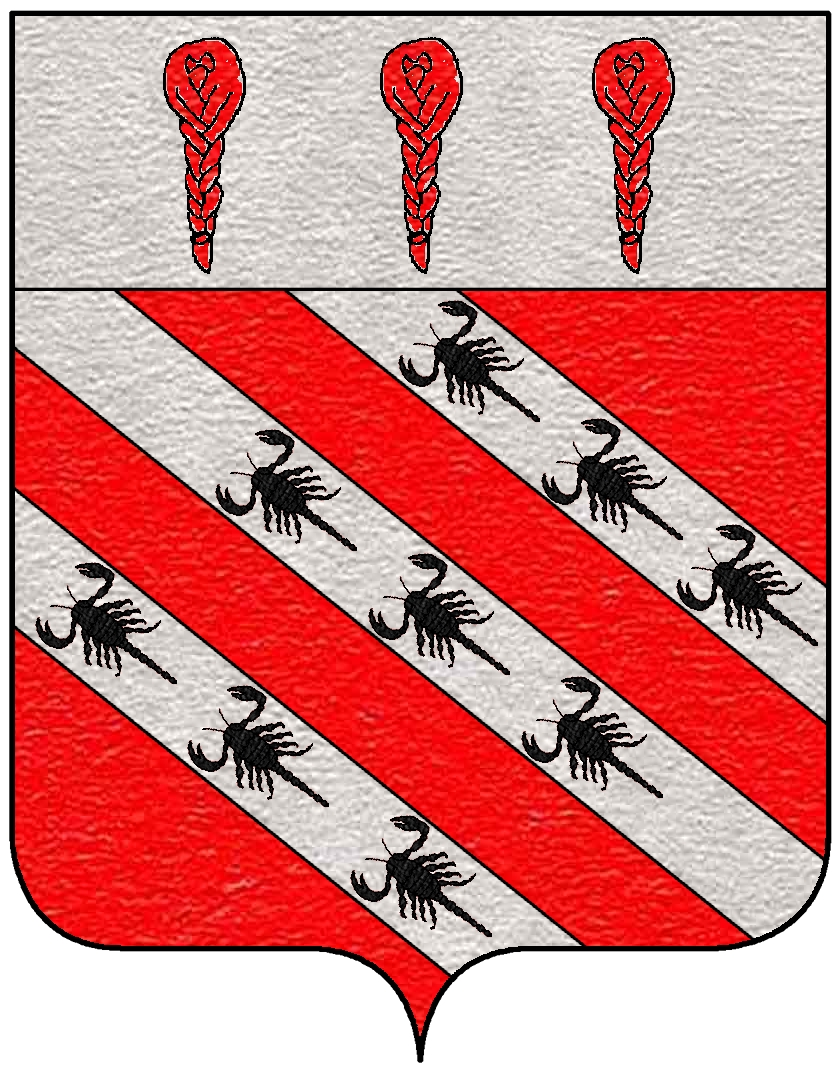
Stemma dei Brandolini

Marcantonio Brandolini (Cison di Valmarino, 1565 – 25 maggio 1616) è stato un nobile italiano, noto perché coinvolto nelle tensioni sorte tra la Santa Sede e la Repubblica di Venezia agli inizi del Seicento.

## Biografia
Figlio di Brandolino e di Elisabetta Malatesta, proveniva da un'antica famiglia feudale che amministrava la contea di Valmareno per conto della Serenissima. Era abate titolare di Nervesa, benché, pare, non avesse ricevuto l'ordinazione sacerdotale.
Le prime notizie attorno al Brandolini risalgono al 1605, quando risultò imputato in un processo tenuto dal Consiglio dei Dieci. Era stato accusato dal fratello Giulio Camillo di gravissime malefatte: omicidi, brigantaggi e stregoneria. Non si trattava certo di un evento straordinario, né la carica ecclesiastica del Brandolini era particolarmente alta; sembra inoltre che le imputazioni avessero un fondamento. Ma il clima particolarmente aspro, in cui la Serenissima aveva ribadito con forza la propria autonomia rispetto alla Chiesa, spinse lo stesso papa Paolo V ad agire attraverso il nunzio Orazio Mattei. La Santa Sede protestò vivamente in quanto il processo sarebbe dovuto passare alle autorità ecclesiastiche; ma, dall'altra parte, il governo veneto non intendeva rinunciare all'esercizio della giustizia entro i propri confini.
La polemica si spostò poi su temi più importanti, sicché il Brandolini rimase in carcere praticamente dimenticato. Il 16 aprile 1607 il pontefice emetteva l'interdetto contro Venezia e l'imputato, vedendo la situazione precipitare, dichiarò di voler rinunciare alla sua condizione ecclesiastica quale elemento di difesa e di rimettersi completamente al giudizio della Serenissima.
La mediazione di Enrico IV di Francia fece placare gli attriti tra le due parti. Il Brandolini fu così consegnato al sovrano, e questi, a sua volta, lo diede alla Chiesa; un modo solenne per sancire il parziale successo di quest'ultima. Ma le conoscenze altolocate, tra cui l'ambasciatore Tommaso Contarini e i cardinali Bonifacio Bevilacqua e Domenico Ginnasi, permisero all'abate di cavarsela con il confino ad Amelia, per passare poi a una località della Romagna. Alla fine lo si ritrova in Valmareno, testimonianza della clemenza veneziana nei suoi confronti.
Morì però qualche tempo dopo, scontrandosi con una compagnia di bravi condotta dai cugini Iacopo e Giovanni Brandolini, forse inviati da Giulio Camillo.